# Alocasia sarawakensis
Alocasia sarawakensis là một loài thực vật có hoa trong họ Ráy (Araceae). Loài này được M.Hotta mô tả khoa học đầu tiên năm 1967.